# Xabier Zandio
Xabier Zandio, né le 17 mars 1977 à Pampelune, est un coureur cycliste espagnol. Il est professionnel de 2001 à 2016. Il est actuellement directeur sportif au sein de l'équipe Ineos.

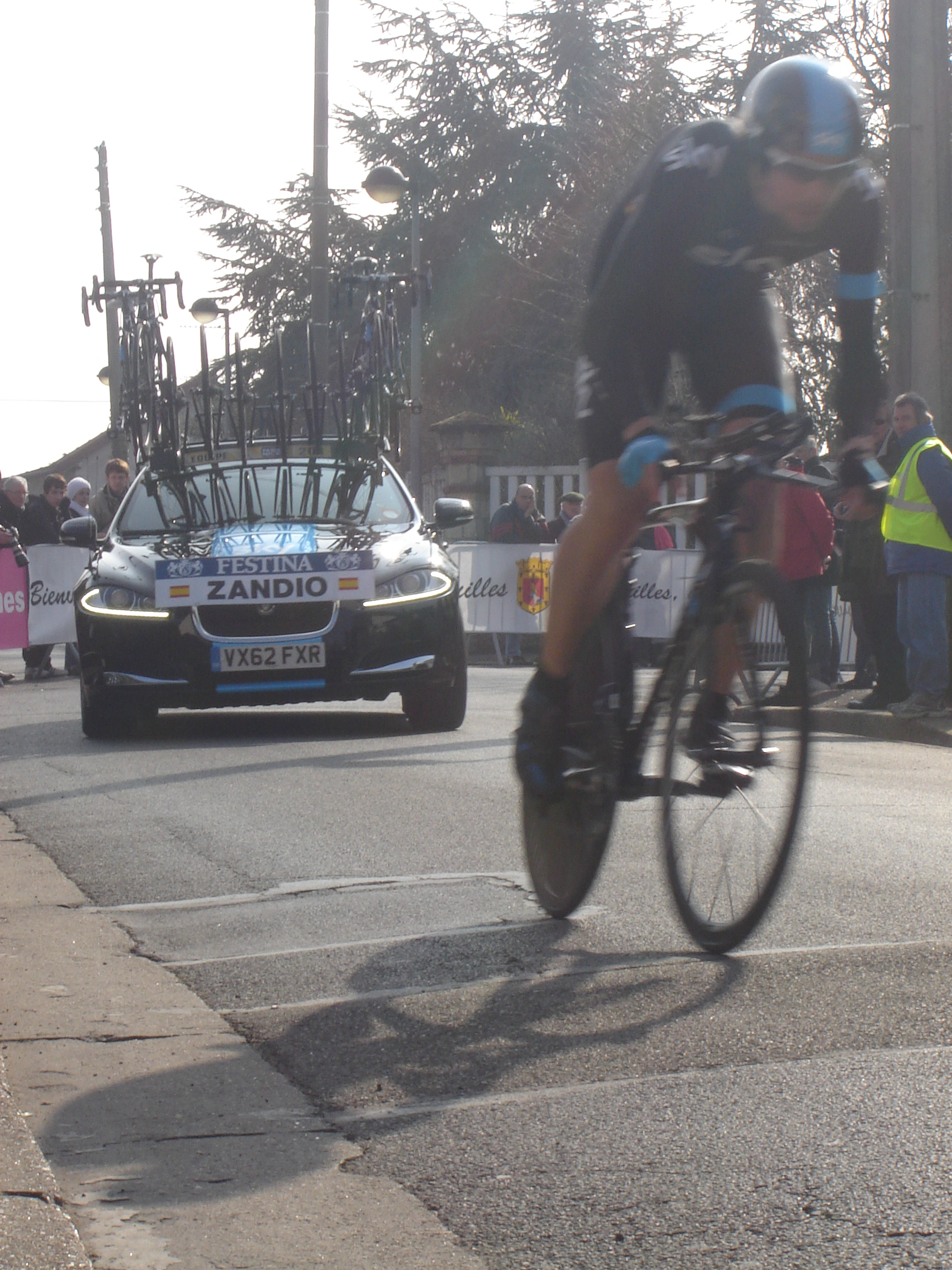
Durant le prologue de Paris-Nice 2013

## Biographie
Avec un frère footballeur et un autre joueur de pelote basque, Xabier baigne depuis son plus jeune âge dans l'univers du sport ; il décide à l'âge de 17 ans de se lancer dans le cyclisme plutôt que de reprendre la boucherie de ses parents. De plus, il est peu intéressé par les études.[réf. nécessaire]
Il a commencé sa carrière professionnelle dans l'équipe iBanesto.com en 2001 avant que celle-ci ne devienne Illes Balears-Banesto en 2004. Après une année 2004 difficile où des blessures l'ont démoli physiquement et moralement, il réalise en 2005 un Tour de France extraordinaire pour lui, simple équipier de la formation Illes Balears. Le grand public l'a en effet découvert sur le Tour où il finit 22e au classement général, 4e de la 18e étape ainsi que 2e de la 16e étape derrière Óscar Pereiro. Grand ami de Koldo Gil et Jon Bru, le coureur basque est devenu un élément de base des Illes Balears.
À la fin de la saison 2015 il prolonge son contrat avec l'équipe Sky.
Il met fin à sa carrière de coureur à l'issue de la saison 2016, et devient directeur sportif chez Sky en 2017,.

## Palmarès et classements mondiaux

### Palmarès amateur
- 1995
  - 2e du Tour de Pampelune
- 1999
  - Mémorial Cirilo Zunzarren
  - 2e de Bayonne-Pampelune
  - 3e du Gurutze Deuna Saria
- 2000
  - Tour d'Alava :
    - Classement général
    - 3eb étape[4]

  - Santiagomendi Igoera
  - 2e du Premio Ega Pan
  - 2e du championnat du Pays basque du contre-la-montre
  - 2e de la Prueba Loinaz
  - 2e de la Subida a Altzo
  - 2e du Circuito Aiala
  - 3e de la Laudio Saria
  - 3e du Trophée Javier Luquin

### Palmarès professionnel
- 2001
  - 4ea étape du Tour du Portugal (contre-la-montre par équipes)
- 2002
  - 1re étape du Tour du Portugal (contre-la-montre par équipes)
- 2005
  - Clásica a los Puertos
- 2007
  - 1re étape du Tour de Catalogne (contre-la-montre par équipes)
- 2008
  - Classement général du Tour de Burgos
- 2013
  - 1reb étape du Tour du Trentin (contre-la-montre par équipes)
  - 2e étape du Tour d'Italie (contre-la-montre par équipes)

### Résultats sur les grands tours

#### Tour de France
7 participations
- 2003 : 51e
- 2004 : 97e
- 2005 : 22e
- 2006 : 33e
- 2007 : abandon (4e étape)
- 2011 : 48e
- 2014 : abandon (6e étape)

#### Tour d'Italie
2 participations
- 2010 : 62e
- 2013 : 82e, vainqueur de la 2e étape (contre-la-montre par équipes)

#### Tour d'Espagne
7 participations
- 2006 : 22e
- 2007 : non-partant (20e étape)
- 2008 : 50e
- 2009 : 112e
- 2011 : 69e
- 2012 : abandon (12e étape)
- 2013 : 55e

### Classements mondiaux
| Année                                 | 2005 | 2006 | 2007 | 2008 | 2009 | 2010 | 2011 | 2012 | 2013 | 2014 | 2015 | 2016  |
| ------------------------------------- | ---- | ---- | ---- | ---- | ---- | ---- | ---- | ---- | ---- | ---- | ---- | ----- |
| UCI ProTour                           | 157e | nc   | nc   | nc   |      |      |      |      |      |      |      |       |
| UCI World Tour                        |      |      |      |      |      |      | nc   | nc   | 221e | nc   | nc   | nc    |
| Classement mondial                    |      |      |      |      |      |      |      |      |      |      |      | 2102e |
| UCI Asia Tour                         |      |      |      |      |      |      |      |      |      |      |      | 620e  |
| UCI America Tour                      |      |      |      |      |      |      |      |      |      |      |      | 453e  |
|                                       |      |      |      |      |      |      |      |      |      |      |      |       |
| Légende : nc = non classéSource : UCI |      |      |      |      |      |      |      |      |      |      |      |       |